# Glaresis howdeni
Glaresis howdeni is een keversoort uit de familie Glaresidae. De wetenschappelijke naam van de soort is voor het eerst geldig gepubliceerd in 1970 door Gordon.